# Laurence Byers
Laurence Byers   (Whangarei, 3 de març de 1941 - 21 de juliol de 2024) va ser un ciclista neozelandès que competí en carretera i en pista. Va quedar 10è als Jocs Olímpics de Tòquio a la prova en ruta.

## Palmarès
- 1960
  - 3r als Sis dies de Bendigo (amb Richie Thomas)
- 1962
  -  Campió de Nova Zelanda en ruta
- 1964
  - 1r al Gran Premi de la vila de Nogent-sur-Oise